# Siegfried Borries
Siegfried Paul Otto Borries (* 10. März 1912 in Münster; † 12. August 1980 in Berlin) war ein deutscher Violinist und Violinpädagoge.

## Leben
Nach der Mittleren Reife und entsprechenden Vorstudien studierte Siegfried Borries ab 1929 am Konservatorium in Köln in der Meisterklasse von Professor Bram Eldering. Beim ersten Internationalen Wettbewerb für Gesang und Violine in Wien 1932 erhielt er als einziger Deutscher unter 300 Bewerbern den „Großen Internationalen Preis“ und einige Monate später, im Oktober 1932, auch den „Mendelssohn-Preis Berlin“ der Staatlichen Hochschule für Musik in Berlin. Im Alter von 20 Jahren, am 1. Januar 1933, wurde er von Wilhelm Furtwängler zum 1. Konzertmeister der Berliner Philharmoniker berufen. Im Mai 1936 wurde er mit dem erstmals gestifteten „Musikpreis der Reichshauptstadt Berlin“ ausgezeichnet. Ebenfalls 1936 wurde er Lehrer am Städtischen Konservatorium. Auf den Reichsmusiktagen im Sommer 1939 erhielt Borries den Nationalen Musikpreis 1939 als bester deutscher Geiger des Solistennachwuchses. Von 1941 bis 1945 war Borries Sonderkonzertmeister der Staatskapelle Berlin unter Herbert von Karajan.
Als Kammermusiker spielte er von 1933 bis 1945 zusammen mit den Philharmoniker-Kollegen Heinrich Breiden, Flöte und Hans Ahlgrimm, 2. Violine im Trio Borries-Breiden-Ahlgrimm. Borries wurde als wichtiger Geiger des NS-Staats auf Goebbels’ Gottbegnadeten-Liste aufgeführt.
Nach Kriegsende, 1945, übernahm er die Meisterkurse für Violine an dem neu gegründeten „Internationalen Musikinstitut Berlin“. Außerdem nahm er seine Tätigkeit als Konzertmeister der Philharmoniker wieder auf und wurde Leiter ihrer Kammermusikvereinigung. Ab 1948 lehrte er (seit 1949 als Professor) Violine an der Berliner Musikhochschule und entwickelte in den folgenden Jahren eine rege Konzerttätigkeit als Solist und Kammermusiker im In- und Ausland.
1957 kam es über Honorarfragen zu Differenzen mit der Berliner Senat, worauf sich Borries unter anderem weigerte, am Jubiläumskonzert zum 75-jährigen Bestehen des Orchesters teilzunehmen. Er wurde daraufhin bis zum endgültigen Ausscheiden aus dem Orchester am 31. August 1961 beurlaubt.

## Preise
- 1932: Internationaler Musikpreis Wien
- 1932: Mendelssohn-Preis für ausübende Tonkünstler
- 1936: Musikpreis der Stadt Berlin
- 1939: Nationaler Musikpreis für den besten deutschen Geiger des Solistennachwuchses

## Tondokumente
- Mit den Berliner Philharmonikern auf Electrola die beiden Violinromanzen von Ludwig van Beethoven unter Johannes Schüler (1939) sowie das Violinkonzert von Felix Mendelssohn Bartholdy unter Sergiu Celibidache (1948)
- mit der Staatskapelle das Konzert von Max Bruch unter Fritz Zaun (1943)
- Als Rundfunkaufnahme der Reichs-Rundfunk-Gesellschaft das Violinkonzert von Johannes Brahms (1936, Berliner Funk-Orchester unter Max Fiedler)
- mit Michael Raucheisen als Begleiter, die Frühlingssonate, op. 24, von Ludwig van Beethoven
- die Sonate (Duo), D.574, von Franz Schubert
- die Sonatine von Antonín Dvořák, sowie dessen Drei Romantische Stücke, Aufnahmen aus den Jahren 1943 und 1944.
- Als Aufnahme des RIAS ist das Violinkonzert von Ferruccio Busoni (1949, Berliner Philharmoniker unter Celibidache) erhalten.
- Auf dem US-Label Urania – mit dem Sinfonie-Orchester von Radio Berlin unter Artur Rother – nochmals das Violinkonzert von Ferruccio Busoni und das Violinkonzert von Richard Strauss.